# Collonges-et-Premières
Collonges-et-Premières is een gemeente in het Franse departement Côte-d'Or (regio Bourgogne-Franche-Comté). De plaats maakt deel uit van het arrondissement Dijon. Collonges-et-Premières is op 1 januari 2019 ontstaan door de fusie van de gemeenten Collonges-lès-Premières en Premières. De gemeente telde 1.055 inwoners in 2019. 

## Geografie
De oppervlakte van Collonges-et-Premières bedroeg op 1 januari 2022 12,56 vierkante kilometer; de bevolkingsdichtheid was toen 85 inwoners per km².
De autosnelweg A39 loopt door de gemeente. Collonges-lès-Premières ligt ten zuidwesten van deze weg, Premières ten noordoosten.
De onderstaande kaart toont de ligging van Collonges-et-Premières met de belangrijkste infrastructuur en aangrenzende gemeenten.

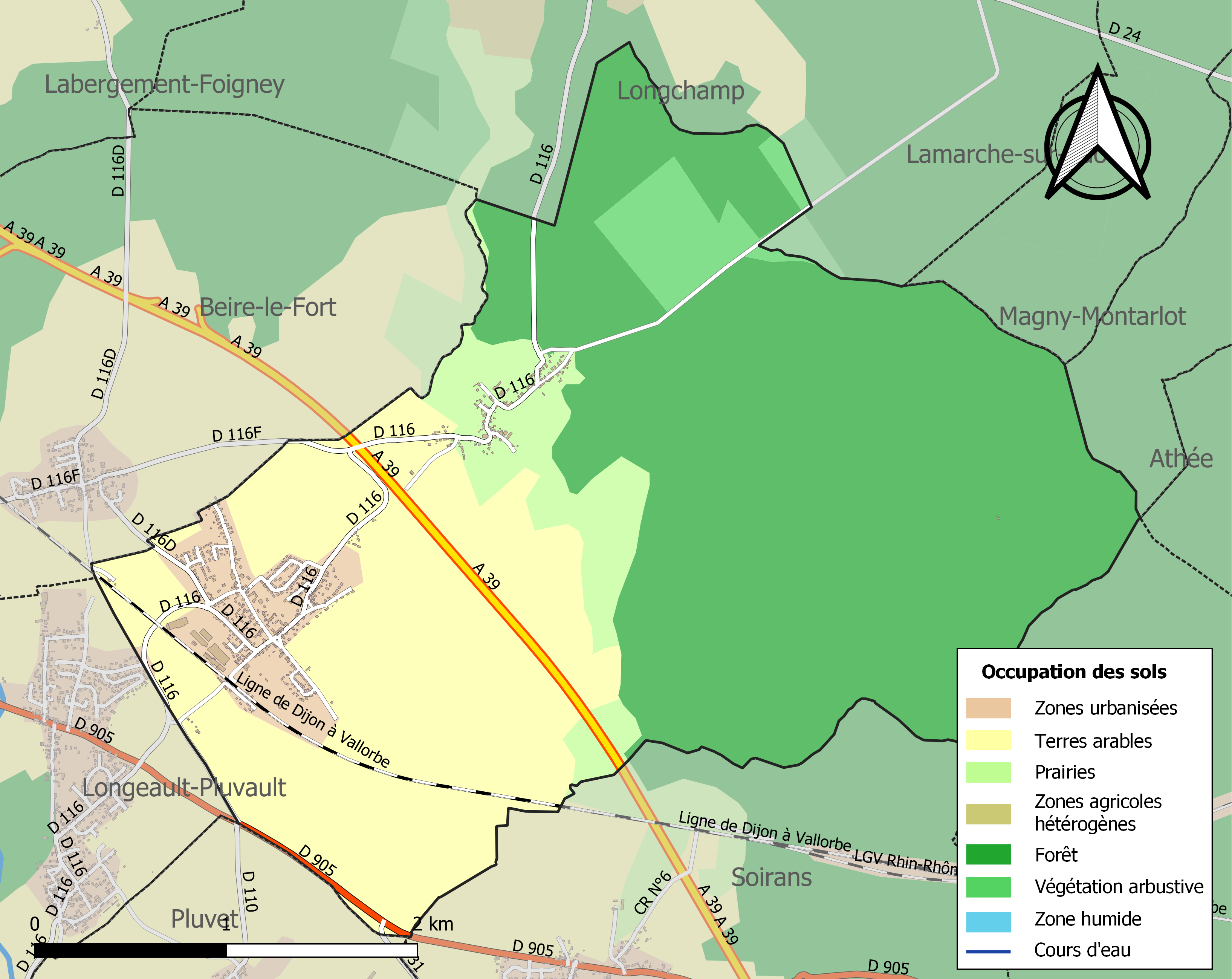